# SOMUA MCG

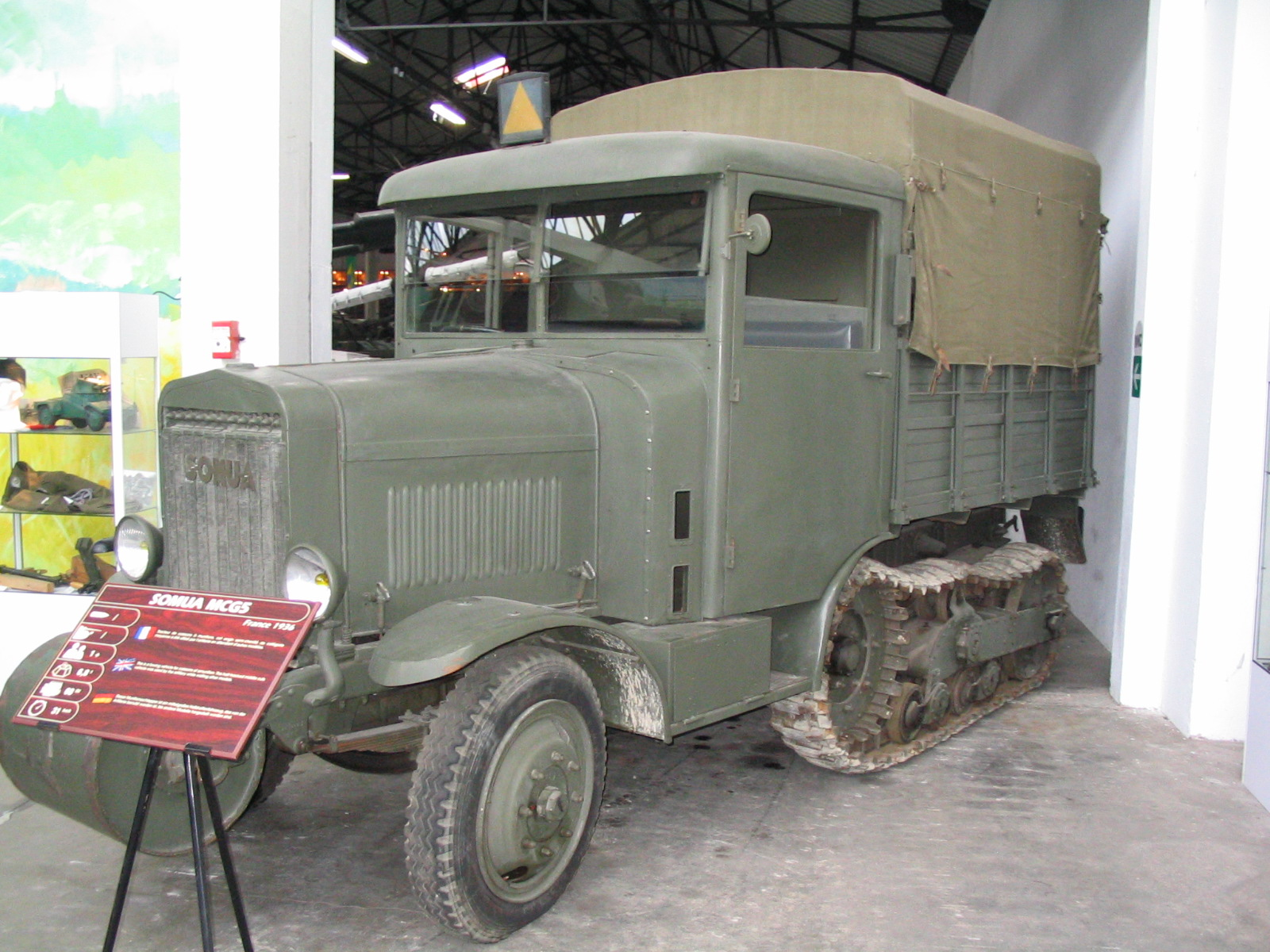
SOMUA MCG

SOMUA MCG byl francouzský kolopásový dělostřelecký tahač, který byl užíván v době druhé světové války. 
Bylo používán k vlečení těžkých dělostřeleckých kusů ráže 105 a 155 mm. 

## Technické údaje
- Hmotnost: 6,8 t
- Délka: 	5,30 m
- Šířka: 2,17 m
- Výška: 2,85 m
- Osádka: 2 + 8
- Motor: benzínový čtyřválec o obsahu 4712 cm³
- Výkon: 60 hp
- Užitečné zatížení: 1500 kg
- Max. rychlost: 31 km/h